# جيانفرانكو ستيلا
جيانفرانكو ستيلا (بالإيطالية: Gianfranco Stella)‏ هو متسابق بياثل إيطالي، ولد في 20 ديسمبر 1938 في أسياغو في إيطاليا.

## وصلات خارجية
- جيانفرانكو ستيلا على موقع أوليمبيديا (الإنجليزية)
- جيانفرانكو ستيلا على موقع CONI honoured athlete website (الإيطالية)